# صفية (ناي بند)
صفیة (بالفارسية: صفیه) هي قرية تقع في إيران في قسم ناي بند الريفي. يقدر عدد سكانها بـ 157 نسمة بحسب إحصاء 2016.